# Speak Your Language
Speak Your Language is het tweede album van Five O'Clock Heroes. Het album werd op 7 juli 2008 uitgebracht. De eerste single van het nieuwe album is 'Who'. Het is een duet met Agyness Deyn, een Engels model en een goede vriendin van de bandleden. De video van deze single werd op 5 mei 2008 op de website van Five O'Clock Heroes geplaatst.
Het album lekte uit op het internet in de eerste week van juni 2008.

## Tracklist
1. Judas
2. New York Chinese Laundry
3. Who (feat. Agyness Deyn)
4. Speak Your Language
5. Alice
6. Trust
7. Don't Say Don't
8. Everybody Knows It
9. These Girls
10. God and Country
11. Radio Lover
12. Happy Together
13. Grab Me